# Endrodiellus speciosus
Endrodiellus speciosus là một loài bọ cánh cứng trong họ Cybocephalidae. Loài này được Endrödy-Younga miêu tả khoa học năm 1962.